# Volné moře

Pásma mořských vod podle Úmluvy OSN o mořském právu

Volné moře (anglicky high seas) v mořském právu označuje souvislé mořské vody, které nejsou pobřežním mořem žádného přímořského státu ani součástí vnitrozemských vod státu nebo souostrovních vod souostrovního státu. Žádný stát není oprávněn nad volným mořem vyhlásit svou svrchovanost. Společně je svobodně mohou využívat všechny státy, a to výhradně k mírovým účelům. K realizaci práva využívání volného moře vnitrozemskými státy je těmto přiznáno právo tranzitu veškerými dopravními prostředky územími států, která vnitrozemský stát oddělují od moře. Volné moře a práva a povinnosti s ním spojená jsou definována v Úmluvě Organizace spojených národů o mořském právu (čl. 86–120).
Využívání volného moře státy zahrnuje a respektuje zejména:
- princip svobody volného moře včetně práv vyplývajících z plutí lodi pod státní vlajkou (právo plavby),
- potírání přepravy otroků,
- potírání pirátství,
- právo pronásledování cizí lodi, která porušila právní řád pobřežního státu,
- právo kladení kabelů a potrubí pod volným mořem všemi státy a trestnost jejich svévolného přerušení,
- právo rybolovu,
- pravidla pro zachování živých zdrojů volného moře a hospodaření s nimi.